# Austronemoura araucoana
Austronemoura araucoana är en bäcksländeart som beskrevs av Aubert 1960. Austronemoura araucoana ingår i släktet Austronemoura och familjen Notonemouridae. Inga underarter finns listade i Catalogue of Life.